# Dolné Semerovce
Dolné Semerovce é um município da Eslováquia, situado no distrito de Levice, na região de Nitra. Tem 11,86 km² de área e sua população em 2018 foi estimada em 551 habitantes.

## Demografia
| Ano:        | 1994 | 2004   | 2014    | 2024   |
| ----------- | ---- | ------ | ------- | ------ |
| Broj ljudi: | 462  | 502    | 555     | 535    |
| Razlika:    |      | +8,65% | +10,55% | -3,60% |

| Ano:               | 2023 | 2024 |
| ------------------ | ---- | ---- |
| Número de pessoas: | 535  | 535  |
| Diferença:         |      | +0%  |